# Mabel's Dramatic Career
Mabel's Dramatic Career er en amerikansk stumfilm fra 1913 af Mack Sennett.

## Medvirkende
- Mabel Normand som Mabel
- Mack Sennett som Mack
- Alice Davenport
- Virginia Kirtley
- Charles Avery